# نهاية الروبوت العاملة
نهاية الروبوت العاملة هي الجهاز في نهاية ذراع الروبوت وقد صمم من أجل أن بقوم بوظائف خاصة. وتعتمد طبيعة ونوعية هذا الجهاز على طبيغة ونوع العمل الذي سيقوم به الروبوت الصناعي. ويمكن تبديل هذه النهاية من أجل القيام بوظيفة أخرى. يتم تثبيت هذا الجهاز في منطقة من الروبوت تعرف باسم نقطة مركز الأداة TCP

## أمثلة
من الأمثلة على هذه النهايات رأس اللحام أو بخاخ الرسم. كما يمكن أن نكون هذه النهاية مشرط جراحي أو أي أداة أخرى يمكن أن تستخدم في العمليات الجراحية. ومن التطبيقات الصناعية ريشة تثقيب أو رأس تفريز.:
كما يمكن أن تكون رأس تجميع وتركيب مكونات مثل ماهو شائع في استخدام سكارا

أمثلة على نهاية الروبوت العاملة
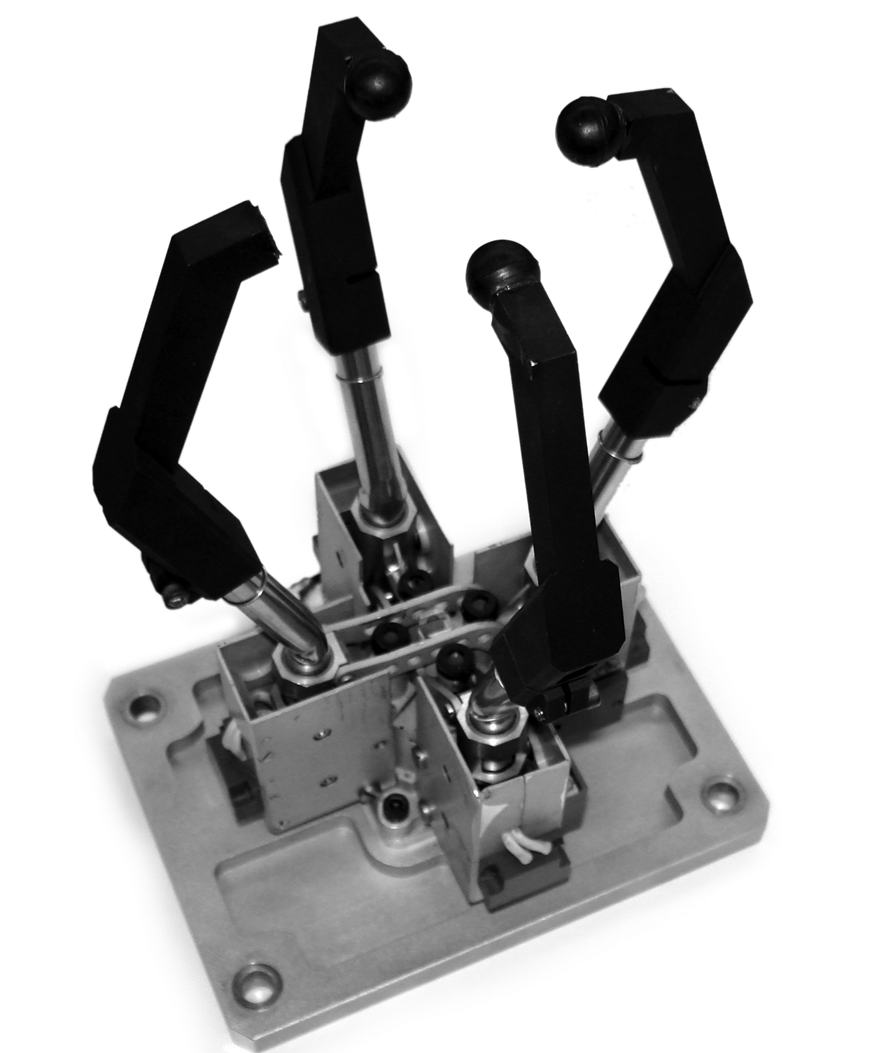
مثال علىنهاية عاملة على شكل فك للامساك بالمواد
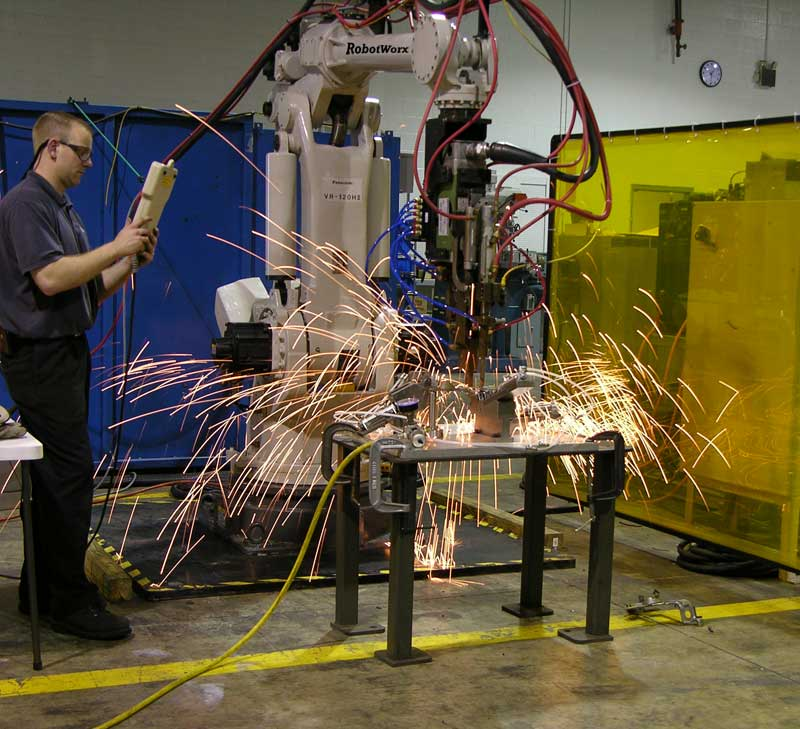
نهاية عاملة لرأس لحام
- نهاية عاملة للحام ليزري
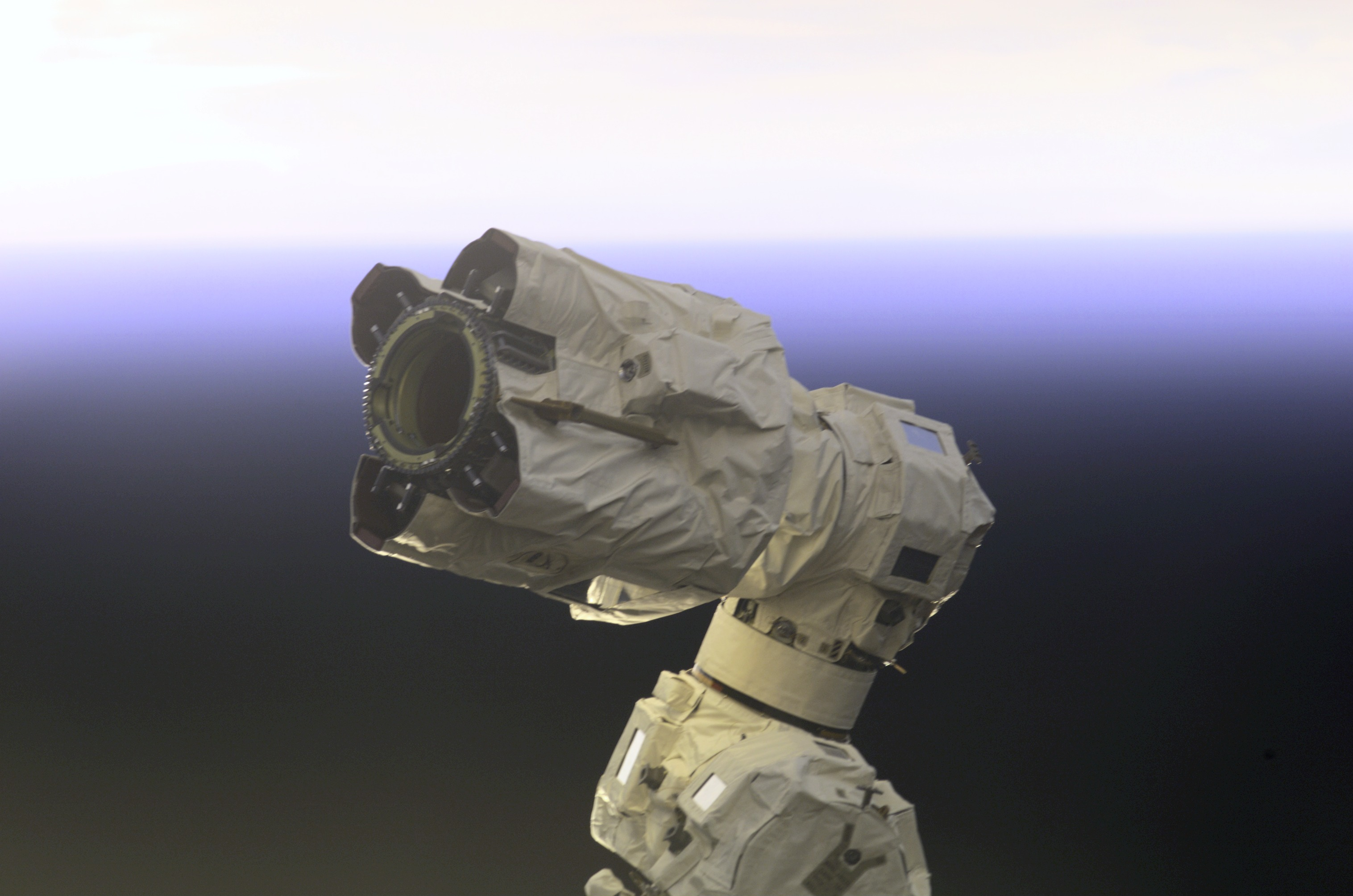
نهاية عاملة للإصلاح والمراقبة مستخدمة في الفضاء(Canadarm)